# Monobolodes rectifascia
Monobolodes rectifascia är en fjärilsart som beskrevs av W. Warren 1899. Monobolodes rectifascia ingår i släktet Monobolodes och familjen Uraniidae. Inga underarter finns listade i Catalogue of Life.